# MDC Power

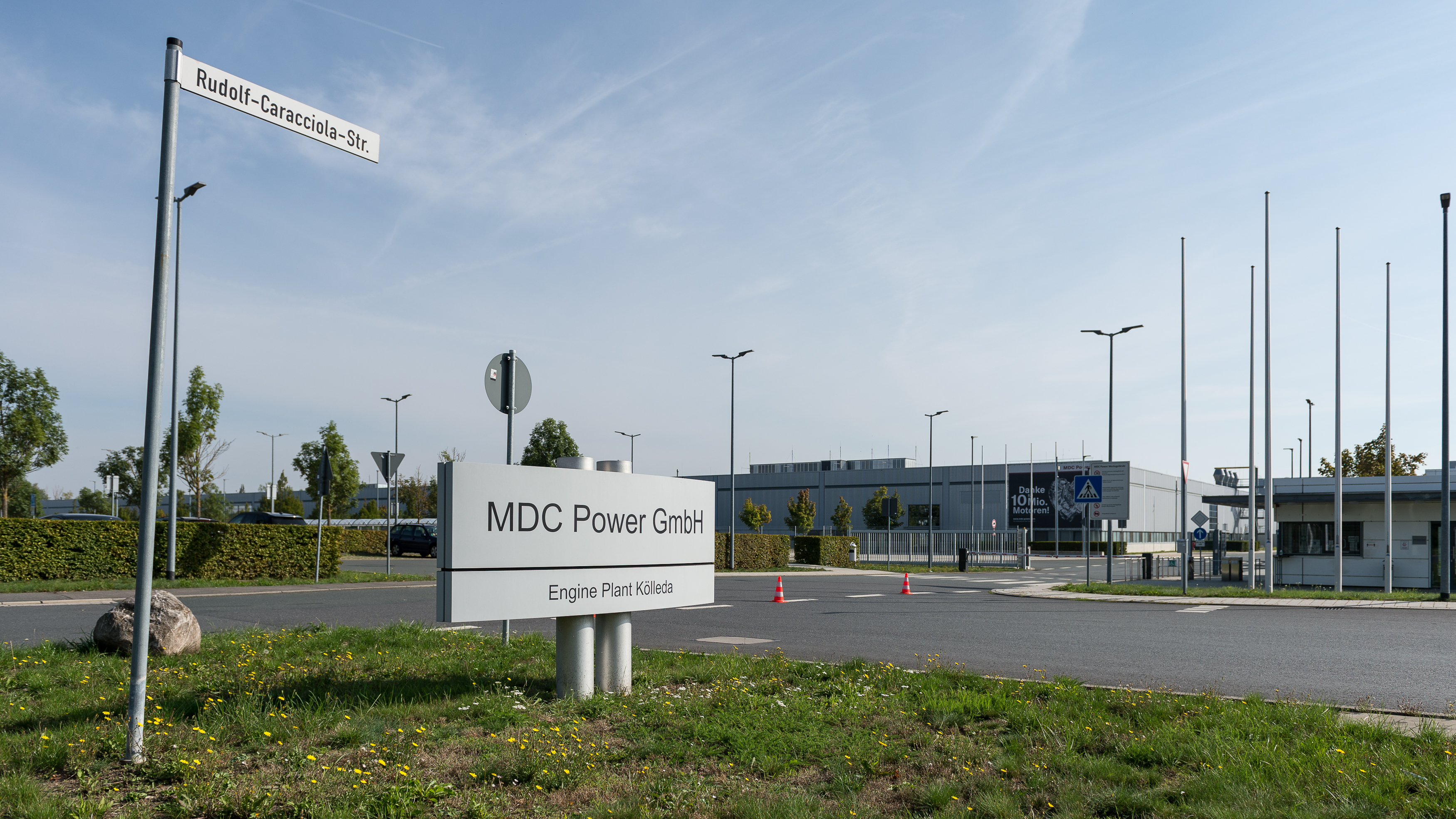
MDC Power GmbH in Kölleda

MDC Power ist ein deutscher Automobilzulieferer mit Sitz im thüringischen Kölleda.
MDC Power ist eine vollständige Tochtergesellschaft der Mercedes-Benz AG und wurde 2002 als Joint Venture zwischen DaimlerChrysler und Mitsubishi Motors gegründet. Zum Jahresende 2003 begann in Kölleda die Produktion von Drei- und Vierzylindermotoren für die Automobilmarken Mercedes-Benz und Smart sowie Modelle von Mitsubishi. Im Jahr 2006 übernahm DaimlerChrysler die Anteile Mitsubishis an dem ehemaligen Gemeinschaftsunternehmen. Seit dem Produktionsbeginn im Jahr 2003 wurden mehr als 13 Millionen Verbrennungsmotoren durch MDC Power in Kölleda gefertigt. Heute produziert das Unternehmen Vier- und Sechszylindermotoren, die nach eigenen Angaben in fast allen Pkw- und Transporter-Baureihen von Mercedes-Benz verbaut werden. Das MDC Power-Werk in Kölleda zeichnet für die Produktion von fast der Hälfte aller Mercedes-Benz-Motoren verantwortlich. Ein weiterer Standort der MDC Power GmbH befindet sich in Arnstadt. Der Standort Arnstadt bearbeitet Kurbelgehäuse für AMG V8-Biturbomotoren und bedient damit das absolute Luxussegment.

## Gefertigte Motoren
| Motorbaureihe              | Fertigungsart                       | Zeitraum  |
| -------------------------- | ----------------------------------- | --------- |
| Ottomotoren                |                                     |           |
| Mercedes-Benz M 133        | Montage                             | 2013–2019 |
| Mercedes-Benz M 176, M 178 | Mechanische Fertigung Kurbelgehäuse | –         |
| Mercedes-Benz M 260        | Mechanische Fertigung, Montage      | seit 2018 |
| Mercedes-Benz M 264        | Montage                             | seit 2019 |
| Mercedes-Benz M 270        | Mechanische Fertigung, Montage      | seit 2011 |
| Mercedes-Benz M 282        | Montage                             | seit 2018 |
| Dieselmotoren              |                                     |           |
| Mercedes-Benz OM 651       | Montage                             | seit 2008 |
| Mercedes-Benz OM 654       | Montage                             | seit 2015 |
| Mercedes-Benz OM 656       | Montage                             | seit 2017 |
| Mercedes-Benz OM 660       | Montage                             | 2007–2014 |